# جرالدین رومن
جرالدین رومن (به انگلیسی: Geraldine Roman) (زاده ۲۳ آوریل ۱۹۶۷) روزنامه‌نگار و سیاستمدار فیلیپینی است.
او یک زن ترنس است.